# Sabine Hennrich
Sabine Hennrich (* 29. September 1962 in Saarbrücken) ist eine deutsche Politikerin (CDU).

## Ausbildung und Beruf
Nach ihrem Abitur am Saarbrücker Gymnasium am Rotenbühl im Jahr 1981 studierte Hennrich Musikwissenschaften, Politikwissenschaften, Anglistik und Geschichte an der Universität des Saarlandes. In den Jahren 1986 bis 1993 war sie Tagungsleiterin bei der Konrad-Adenauer-Stiftung in Saarbrücken, von 1990 bis 1992 arbeitete sie dort auch als studentische Hilfskraft.
Von 1994 bis 2002 widmete sie sich der Erziehung ihrer Kinder. Anschließend war sie bis 2004 als Referentin im Wahlkreisbüro der Europaabgeordneten Doris Pack tätig.

## Politik
Hennrich ist seit 1984 Mitglied der CDU sowie der Frauen-Union. 1997 trat sie der Jungen Union bei. Seit 1999 war sie Kreisvorsitzende der Frauen-Union Saarbrücken-Stadt, Mitglied im CDU-Kreisvorstand Saarbrücken-Stadt, Mitglied im CDU-Landesausschuss sowie Mitglied im Landesvorstand der Frauen-Union.
Von 1999 bis 2004 gehörte sie dem Stadtverbandstag Saarbrücken an. Bei der Landtagswahl im Saarland 2004 wurde sie in den Landtag des Saarlandes (13. Wahlperiode) gewählt. Dort war sie im Ausschuss für Eingaben, im Europaausschuss, im Ausschuss für Inneres, Datenschutz, Familie, Frauen und Sport sowie im Ausschuss für Gesundheit und Soziales vertreten. Bei der Landtagswahl im Saarland 2009 stellte sie sich nicht erneut zur Wahl.

## Privates
Sabine Hennrich ist evangelisch, verheiratet und hat zwei Kinder.